# Cá phổi đốm Châu Phi
Cá phổi đốm châu Phi hay Cá phổi mảnh (tên khoa học Protopterus dolloi) là một loài cá phổi được tìm thấy ở châu Phi. Cụ thể, nó được tìm thấy tại lưu vực sông Kouilou-Niari của Cộng hòa Congo và lưu vực sông Ogowe tại Gabon. Nó cũng được tìm thấy ở lưu vực sông Congo. Loài này có thể đạt chiều dài lên tới 130 cm.

## Hình ảnh

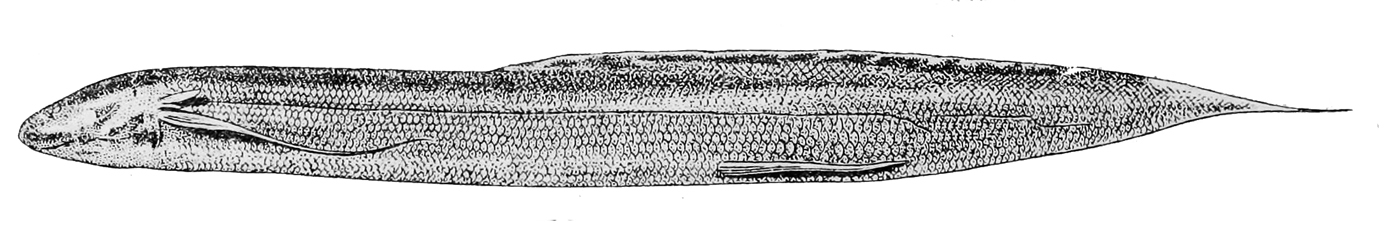
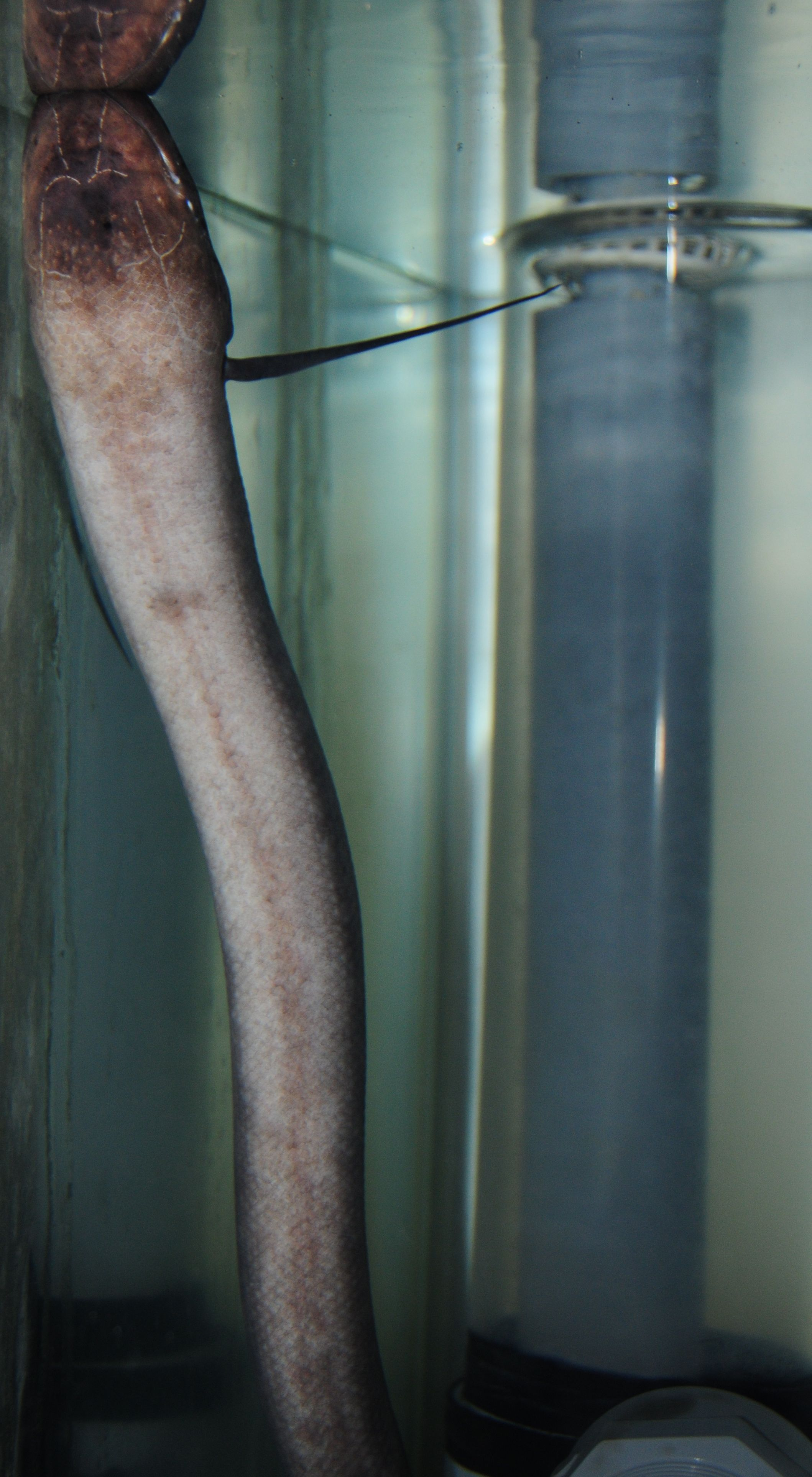
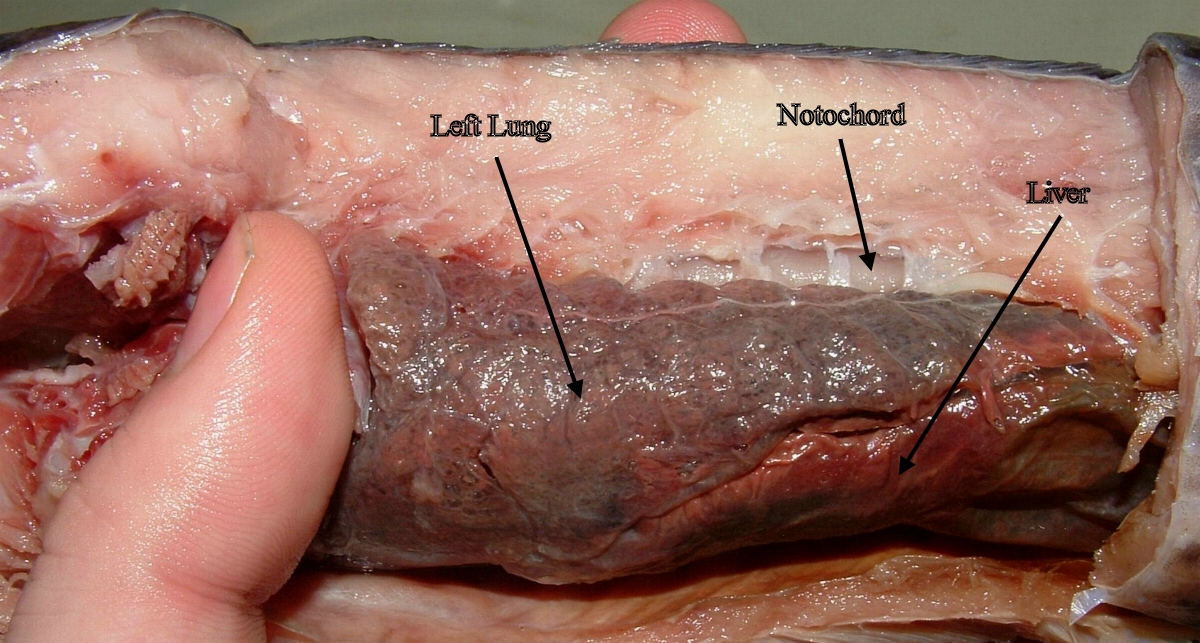
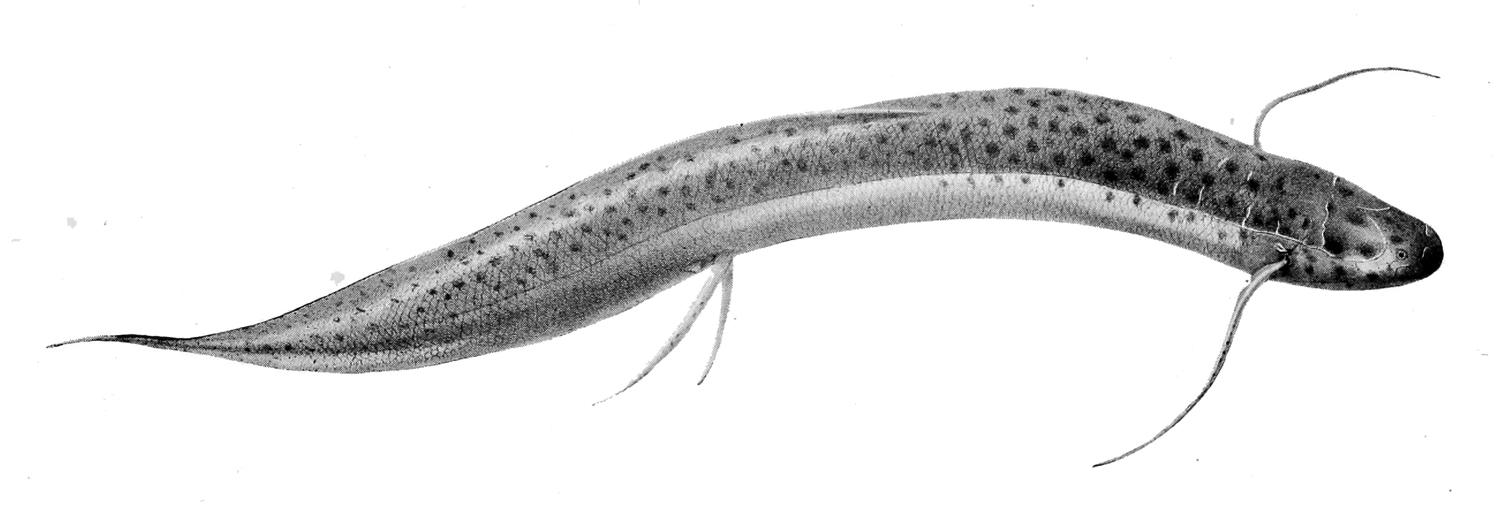